# 佩文切斯縣

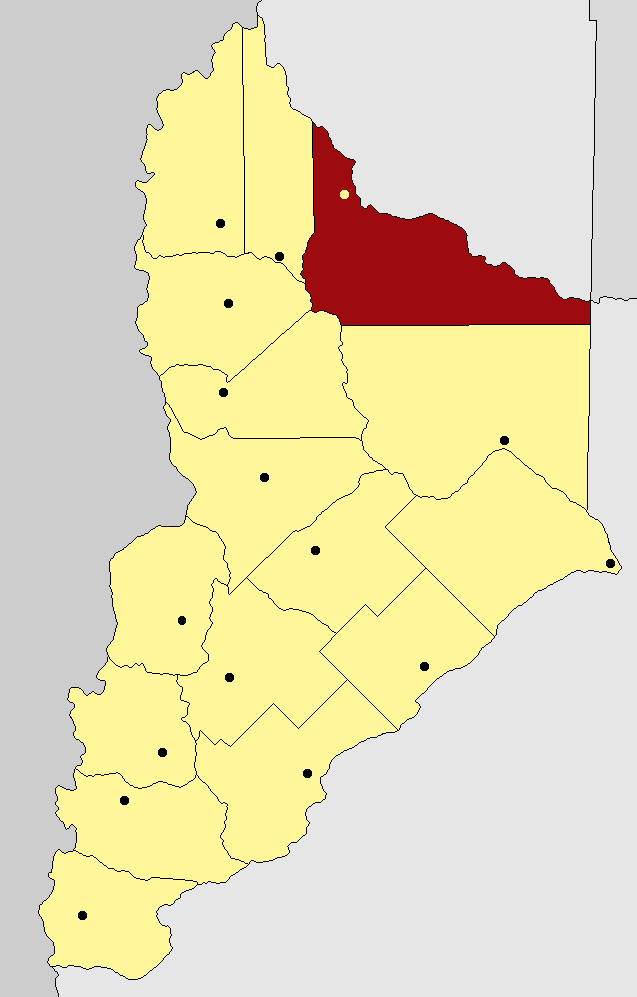

佩文切斯縣（西班牙語：Departamento Pehuenches），是阿根廷的縣份，位於該國西部內烏肯省，首府設於林孔德洛斯索斯，面積8,720平方公里，2010年人口24,087，人口密度每平方公里2.76人。
37°23′25″S 68°55′31″W / 37.39028°S 68.92528°W